# 存在のダイナミック原則
存在のダイナミック原則とは、アメリカの哲学者、宗教家、教育家であるL・ロン・ハバードが創設した宗教哲学、サイエントロジー哲学の基礎理論の一つである。

## 概要
あらゆる生命は、根元に共通にして、唯一の動力によって動機付けられていると説く。その唯一の動力(ダイナミックス:dynamics)とは、言語に換言するならば「生存せよ!」と言うべき衝動であると説く。彼は、それがあらゆる生命の如何なる活動をも動機付けている、唯一の共通原則であると結論付けた。
更に、彼は生命を取り巻く宇宙の要素は、概して8つに分類して捉えることが出来ると説明した。その8つ各々の要素に対して生存しようとするダイナミックス、原動が働いていると説く。
- 第1のダイナミックとは、個人の生存への衝動である。個人の肉体を保持する為に、食べ、眠り、身を整えたりと個人に関わる生存への衝動として現れる。
- 第2のダイナミックとは、家族の生存への原動である。家族という単位を生存させ、保持する為の衝動であり、この第2のダイナミックには、性的衝動、つまり子供を産み、育てようとする衝動が含まれる。
- 第3のダイナミックとは、グループ、組織、又は群を生存させ保持しようとする衝動である。このダイナミックには、例えば会社や団体、国家といった単位が含まれる。何らかの共通の目的を持ったグループ、組織として生存しようとする動力を意味している。
- 第4のダイナミックとは、人類、又は種を生存させ、保持しようとする原動である。
- 第5のダイナミックとは、あらゆる生命体に関わる生存の領域を含む原動である。又は、多種生命との関わりを通して生存しようとする衝動である。
- 第6のダイナミックとは、物質宇宙に関わる生存の領域を含む原動である。生命はこの物質宇宙の環境を通して、多様な関わりを持って生存しようとしている。物質的事物を造り、維持し保存しようという衝動を含む生存への動力は、第6のダイナミックに分類される。
- 第7のダイナミックとは、「精神」に関わる原動である。これは人間の持つ肉体、及び物質宇宙とは異なる精神的領域に於ける原動であり、「精神」として生存しようとする衝動である。
- 第8のダイナミックとは、「神」、または「無限」、「永遠性」に関わる生存への衝動である。

サイエントロジーでは、「神」について説くことはなく、「無限」の概念として理解されている。個人各々がオーディティングと呼ばれる独自のカウンセリングやL・ロン・ハバードの著作物、講演等を通して学び、或いはグループや社会活動の実践と観察を通して自ら理解に到達することを説く。そして、キリスト教、イスラム教、仏教、ヒンズー教、その他の宗教に関わらず、他者の信仰を尊重することを説いている。
生命は、この生存的衝動によって動かされており、この1から8の各ダイナミックを通して、また、各ダイナミックの生存性を高めることが、「人生」と呼ぶ、人間の本質的目標であると説いた。
このダイナミック原則を基礎理論とした実践的な著作の一つとしては、L・ロン・ハバードが晩年に著した『しあわせへの道』（原題:The Way to Happiness）の中で、21もの道徳律を通して表現されている。この著作は世界数十ヵ国の言語に翻訳され、日本でも財界の稲盛和夫が賞賛している。その他、サイエントロジーの基礎理論を纏めた『エシックス入門』の中に詳しい理論体系が記されている。